# Paul Hövel
Paul Hövel (geboren 31. August 1904 in Mönchengladbach; gestorben 4. Dezember 1989 in Berlin) war ein deutscher Verlagsmanager.

## Leben
Paul Hövel war ein Sohn des Kaufmanns Wilhelm Hövel und der Johanna Deussen. Er war in der bündischen Jugend der Weimarer Republik aktiv. Hövel trat 1920 in den Deutschnationalen Jugendbund (DNJ) ein und gehörte 1921 zur rechtskonservativen Abspaltung im Jungnationalen Bund, in dem er als Knappenführer in Düsseldorf fungierte. Von 1926 bis 1928 war er Bundeskanzler des Jungnationalen Bundes und 1930/1931 Bundeskanzler der Freischar junger Nation. Zum 1. August 1931 trat er der NSDAP bei (Mitgliedsnummer 621.686). In der SA hatte er den Rang eines Sturmhauptführers. 
Hövel studierte von 1924 bis 1933 evangelische Theologie, Philosophie, Geschichte und Staats- und Wirtschaftswissenschaften in Tübingen und Marburg und wurde 1933 bei Arnold Bergstraesser am Institut für Sozial- und Staatswissenschaften der Philosophischen Fakultät der Universität Heidelberg promoviert. Er wurde Assistent bei Bergstraesser. 
Im Herbst 1934 wechselte er als Referent für „Deutsches Schrifttum: Ausland“ in die Schrifttumsabteilung des Reichsministeriums für Volksaufklärung und Propaganda (RMVP) in Berlin, die vom Heidelberger Heinz Wismann aufgebaut wurde. Hövel war verantwortlich für Aufbau und Leitung der „Wirtschaftsstelle des deutschen Buchhandels Berlin“. Er wurde 1938 zum Regierungsrat und 1941 zum Oberregierungsrat befördert. 1943 trat er in die Wehrmacht ein, wo er 1944 zum Fahnenjunker wurde. Über seine Entnazifizierung ist nichts bekannt. 
Nach Kriegsende, ab Juni 1945 arbeitete Hövel beim wissenschaftlichen Springer Verlag und rückte 1950 mit Prokura zum persönlichen Assistenten des kaufmännischen Leiters Tönjes Lange auf, der seit der Arisierung von 1935 bis 1945 den Verlag geführt hatte und nach der Rückkehr von Ferdinand Springer junior weiterhin die kaufmännische Verlagsleitung innehatte. Nach dem Tod Langes 1961 übernahm Hövel dessen Funktionen als Verlagsdirektor für Organisation, Verwaltung und Personal im rasch expandierenden und sich internationalisierenden Verlag. Er war für den Verlag Mitglied in verschiedenen Ausschüssen des Börsenvereins des deutschen Buchhandels.
Hövel ging 1972 in den Ruhestand und schrieb eine Verlagsgeschichte, die er ohne den Zugriff auf das später aufgefundene Verlagsarchiv rekonstruierte. Er übernahm noch den ehrenamtlichen Vorsitz in der Deutschen Kulturgemeinschaft Urania in Berlin und war zeitweise Sprecher des Freideutschen Kreises, einem Zusammenschluss ehemaliger Bündischer in der Bundesrepublik.

## Schriften (Auswahl)
- Arbeitsbeschaffung und Wirtschaftsplanung im nationalsozialistischen Staat. 1935. Hochschulschrift Heidelberg, Univ., Diss., 1934
- Grundfragen deutscher Wirtschaftspolitik. Berlin: Springer, 1935
- mit Hein Schlecht: Die Ostmark Sendung und Schicksal im Ringen um die deutsche Einheit. Frankfurt am Main : M. Stempel, 1938
- Wesen und Aufbau der Schrifttumsarbeit in Deutschland. Essen 1942 (= Kaiser-Wilhelm-Institut für Kulturwissenschaft im Palazzo Zuccari, Rom. Erste Reihe, Vorträge, H. 34)
- Vom Biedermeier zum Atomzeitalter. Ein Beitrag zur Geschichte des Julius-Springer-Verlages von 1842-1965. Bad Honnef (Privatdruck), 1982